# بنتلی کانتیننتال آر
بنتلی کانتیننتال آر (به انگلیسی: Bentley Continental R) خودرویی است که در سال‌های ۱۹۹۱ تا ۲۰۰۳ توسط شرکت بریتانیایی بنتلی موتورز تولید شده‌است. طول آن در حالت طبیعی ۲۱۰٫۳ اینچ (۵٬۳۴۲ میلیمتر)، عرض آن در حالت طبیعی ۸۰٫۵ اینچ (۲٬۰۴۵ میلیمتر)، ارتفاع آن در حالت طبیعی ۵۷٫۶ اینچ (۱٬۴۶۳ میلیمتر) و وزن آن در حالت طبیعی ۵٬۳۴۰ پوند (۲٬۴۲۰ کیلوگرم) است. سیستم جعبه‌دندهٔ آن به صورت خودکار است.